# The Wives of Jamestown
The Wives of Jamestown è un cortometraggio muto del 1913 diretto da Sidney Olcott e interpretato da Gene Gauntier. Fu prodotto dalla Kalem Company che lo distribuì nelle sale attraverso la General Film Company.

## Produzione
Il film fu prodotto dalla Kalem Company. Venne girato in Irlanda nella contea del Kerry e negli Stati Uniti a Jamestown, in Virginia.

## Distribuzione
Distribuito dalla General Film Company, il film - un cortometraggio in due bobine - uscì nelle sale cinematografiche statunitensi il 10 gennaio 1913.